# Jonathan Gómez
Jonathan David Gómez Ospina (Capitán Bermúdez, 21 dicembre 1989) è un calciatore argentino, centrocampista del Rosario Central.

## Carriera

### Club
Trasferitosi dal Rosario Central al Banfield nel 2011, segna il suo primo gol con la sua nuova squadra il 22 marzo 2011, nella partita Banfield-Huracán, terminata 2-2.

## Palmarès

### Competizioni nazionali
- Supercopa Internacional: 1

Racing Club: 2022